# محمود الدالاتي
محمود نبيه الدالاتي (1971 - ) داعية ورجل دين سوري. ولد في مدينة حمص.

## حياته
درس الشريعة الإسلامية في كلية الدعوة الإسلامية بدمشق. تأصّل في العلوم الشرعية على ايدي علماء أفاضل في سوريا مثل الشيخ محمود جنيد والشيخ أبوالسعود عبد السلام بسمار والشيخ زهير الأتاسي والشيخ إسماعيل المجذوب والشيخ عبد الوكيل صافي وحفظ القرآن على الشيخ القارئ أكرم الصوفي وغيرهم من أهل العلم . عمل كخطيب وإمام ومدرس في جامع عمر بن الخطاب ومدرّس في عدة مساجد في حمص منذ عام 1990م وحتى الآن.